# Quỳnh Dị
Quỳnh Dị là một phường thuộc thị xã Hoàng Mai, tỉnh Nghệ An, Việt Nam.

## Địa lý
Phường Quỳnh Dị nằm ở trung tâm thị xã Hoàng Mai, có vị trí địa lý:
- Phía đông giáp phường Quỳnh Phương và xã Quỳnh Lộc
- Phía tây giáp các phường Quỳnh Thiện và Mai Hùng
- Phía nam giáp phường Mai Hùng
- Phía bắc giáp phường Quỳnh Thiện và xã Quỳnh Lộc.

Phường có diện tích 6,33 km², dân số năm 2013 là 6.697 người, mật độ dân số đạt 1.057 người/km².

## Lịch sử
Trước đây, Quỳnh Dị là một xã thuộc huyện Quỳnh Lưu.
Ngày 3 tháng 4 năm 2013, Chính phủ ban hành Nghị quyết 47/2013/NQ-CP. Theo đó, chuyển xã Quỳnh Dị về thị xã Hoàng Mai mới thành lập, đồng thời thành lập phường Quỳnh Dị trên cơ sở toàn bộ 633,30 ha diện tích tự nhiên và 6.697 người của xã Quỳnh Dị.
Từ xa xưa trên địa bàn xã này có tuyến kênh Nhà Lê nối từ  kinh đô Hoa Lư đến Đèo Ngang đi qua, là tuyến đường thủy đầu tiên trong lịch sử Việt Nam và được coi là tuyến đường Hồ Chí Minh trên sông vì những đóng góp cho các cuộc chiến tranh của người Việt (hiện là một đoạn của sông Mai Giang theo tên gọi địa phương).